# Cuba libre (cocktail)

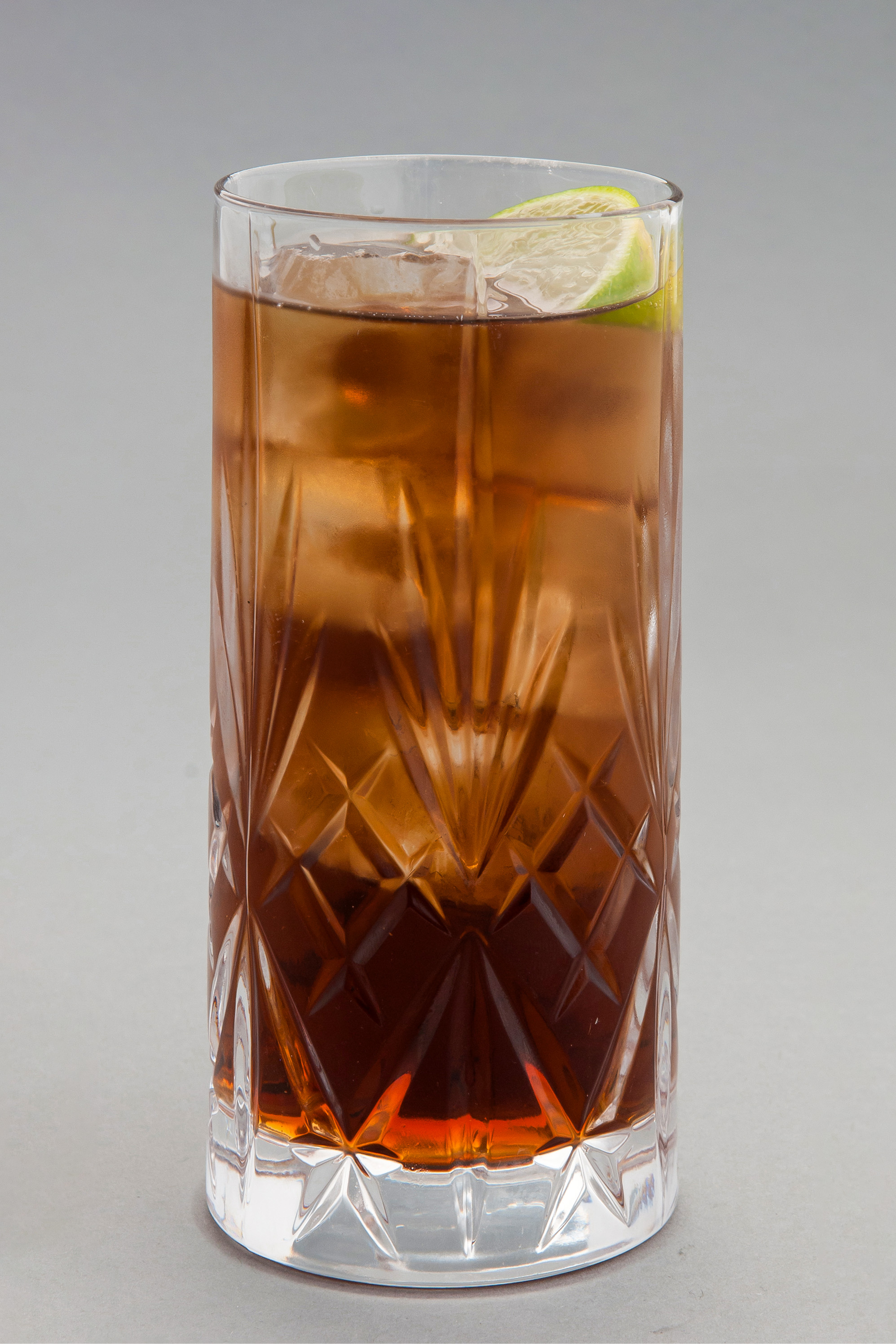

Cuba Libre (Cuba vrij) is een cocktailrecept waarbij cola, rum en limoensap in een longdrinkglas worden gemengd. Het is een van de populairste cocktails ter wereld.
Volgens de legende werd deze mix geboren in een kroeg in Havana, de hoofdstad van Cuba, tijdens de Spaans-Amerikaanse Oorlog. Daar zou een kapitein naar binnen zijn gewandeld en een cocktail volgens bovenstaand recept hebben besteld. De aanwezige soldaten volgden zijn voorbeeld en het bleek een goede drank te zijn. Tijdens het drinken zou men vervolgens Cuba Libre zijn gaan roepen en zo was de naam geboren.
Het werd een populaire drank die vanaf dat moment ter ere van de Amerikaanse bevrijding van Cuba werd geschonken. De Amerikanen hadden het eiland immers van de Spaanse overheersing verlost. Voor een echte Cuba Libre moest dan ook Amerikaanse cola met Cubaanse rum worden gemengd. Jarenlang was het echter niet toegestaan om in Cuba Amerikaanse cola te importeren of in de VS Cubaanse rum in te voeren. Om die reden was dan ook niet mogelijk om in deze landen een echte Cuba Libre te maken.

## Varianten
- De variant Baco is, naast Nederland, onder andere ook in de Verenigde Staten bekend. Hierbij wordt rum (Bacardi) met cola gemixt. Bacardi werd oorspronkelijk in Cuba geproduceerd maar na de Cubaanse Revolutie werden de leden van de Bacardifamilie ballingen en zetten ze hun bedrijf voort buiten Cuba.
- De Cuba Special is een wat luxueuzere en zoete variant in een shortdrinkglas. Dit is een mengsel van 1½ deel witte rum, 1½ deel ananassap, ½ deel limoensap, 1 deel Cointreau en verder ijsblokjes. garneren met twee kersen en een stukje ananas.
- De Cuban Special bestaat uit 2 delen rum, 1 deel limoensap, 1 eetlepel ananassap en 1 theelepel Triple sec. Ook weer in een shortdrinkglas gevuld met ijs.
- De Brandy Cuban, een mengsel van 1½ deel cognac, ½ deel limoensap in een whiskyglas gevuld met ijs en aangevuld met cola.
- In de BeCo wordt de rum vervangen door Berenburg.
- In de Duco wordt de rum vervangen door Dutch Genquila.